# Jazz at Oberlin
Jazz at Oberlin è un album del The Dave Brubeck Quartet, pubblicato nel 1953 dalla casa discografica Fantasy.

## Il disco[1]
Nel 1953 il gruppo guidato da Dave Brubeck stava cercando di farsi notare al di fuori della ristretta cerchia di locali fino ad allora frequentati; se non aveva ancora messo in mostra particolari composizioni proprie, aveva comunque sviluppato una specifica personalità nell'eseguire, con una impronta innovativa, famosi standards del jazz.
A tale scopo, Dave Brubeck prese l'iniziativa di portare il suo jazz ad un più ampio ventaglio di pubblico puntando sui giovani e lo fece organizzando concerti in campus universitari. Tale iniziativa si sposò con gli intenti di alcuni appassionati di jazz dell'Oberlin College, della omonima città dell'Ohio.
Questo College era famoso per il suo conservatorio, nel quale veniva peraltro curata ed insegnata la cultura e la musica classica. I pochi ma entusiasti sostenitori del jazz presenti nel college organizzarono un concerto lunedì 2 marzo invitando appunto il Dave Brubeck Quartet. Il concerto, svoltosi nella Finney Chapel del College, tenne vivo l'interesse del pubblico, molto vario e per lo maggior parte digiuno di jazz, per quasi due ore; fu un tale successo, per certi versi inaspettato nella sua dimensione partecipativa, che successivamente fu fondato l'Oberlin College Jazz Club, il quale organizzò negli anni successivi altri concerti, con una nuova partecipazione del Dave Brubeck Quartet. Va segnalato che il batterista suonò quella sera con la febbre dovuta ad un attacco influenzale.
Come da altre registrazioni effettuate in quel periodo nei campus, anche da questo concerto venne ricavato un disco. Pubblicato nel medesimo 1953 e successivamente in CD nel 1987 (senza modifiche nella scaletta), presenta brani celebri, nessuno dei quali composto da membri del gruppo. Nel disco i brani sono in un ordine diverso rispetto a quello dell'esecuzione reale.
L'album si apre con quello che è forse il suo miglior brano, These Foolish Things dove Paul Desmond raggiunge un alto grado di espressività, ma è Dave Brubeck ad esaltarsi con una costruzione musicale del brano che parte dal blues, fa sue le espressione jazzistiche di Gershwin fino a mettere in mostra una vitalità “alla Bartok”. Il brano si chiude poi con un duetto dei due protagonisti, in toni calmi e rilassati.
Segue Perdido, un classico interpretato in modo fortemente swing dagli assoli di Brubeck e Desmond.
Stardust, il celebre brano di Carmichael, mostra dapprima il miglior Desmond del disco, seguito da un assolo di Brubeck di linea classica, ma al tempo stesso di grande semplicità.
The Way You Look Tonight, l'ultimo brano eseguito nel concerto, oltre agli assoli dei protagonisti mette in mostra interessanti contrappunti improvvisati tra i due leader.
L'album si chiude con un altro classico del jazz, How High The Moon, interpretato ed inciso da molti altri musicisti jazz.

## Tracce
1. These Foolish Things (Remind Me of You) – (Marvell – Link - Strachery) - 6:30
2. Perdido - (Tizol – Lengfelder - Drake) - 7:45
3. Stardust - (Carmichael – Parish) - 6:25
4. The Way You Look Tonight – (Kern - Fields) - 7:47
5. How High The Moon – (Lewis - Hamilton) - 9:03

## Formazione
- Dave Brubeck - pianoforte
- Paul Desmond - sassofono contralto
- Ron Crotty - contrabbasso
- Lloyd Davis - batteria